# Mount Oceanite
Mount Oceanite ist ein vermutlich erloschener Vulkan, der die äußerste Südostspitze von Montagu Island im Archipel der Südlichen Sandwichinseln bildet. Der markante kegelförmige Berg erreicht eine Höhe von 915 m (nach britischen Angaben 900 m), ist größtenteils von Eis bedeckt und weist einen Gipfelkrater mit etwa 270 Metern Durchmesser und rund 100 Metern Tiefe auf.
Die vom UK Antarctic Place-Names Committee im Jahr 1971 vorgenommene Benennung nimmt Bezug auf das Vorkommen von Ozeanit, einer Varietät des Pikrits, die auf den Südlichen Sandwichinseln bisher nur hier gefunden werden konnte.